# Sân bay Samarkand

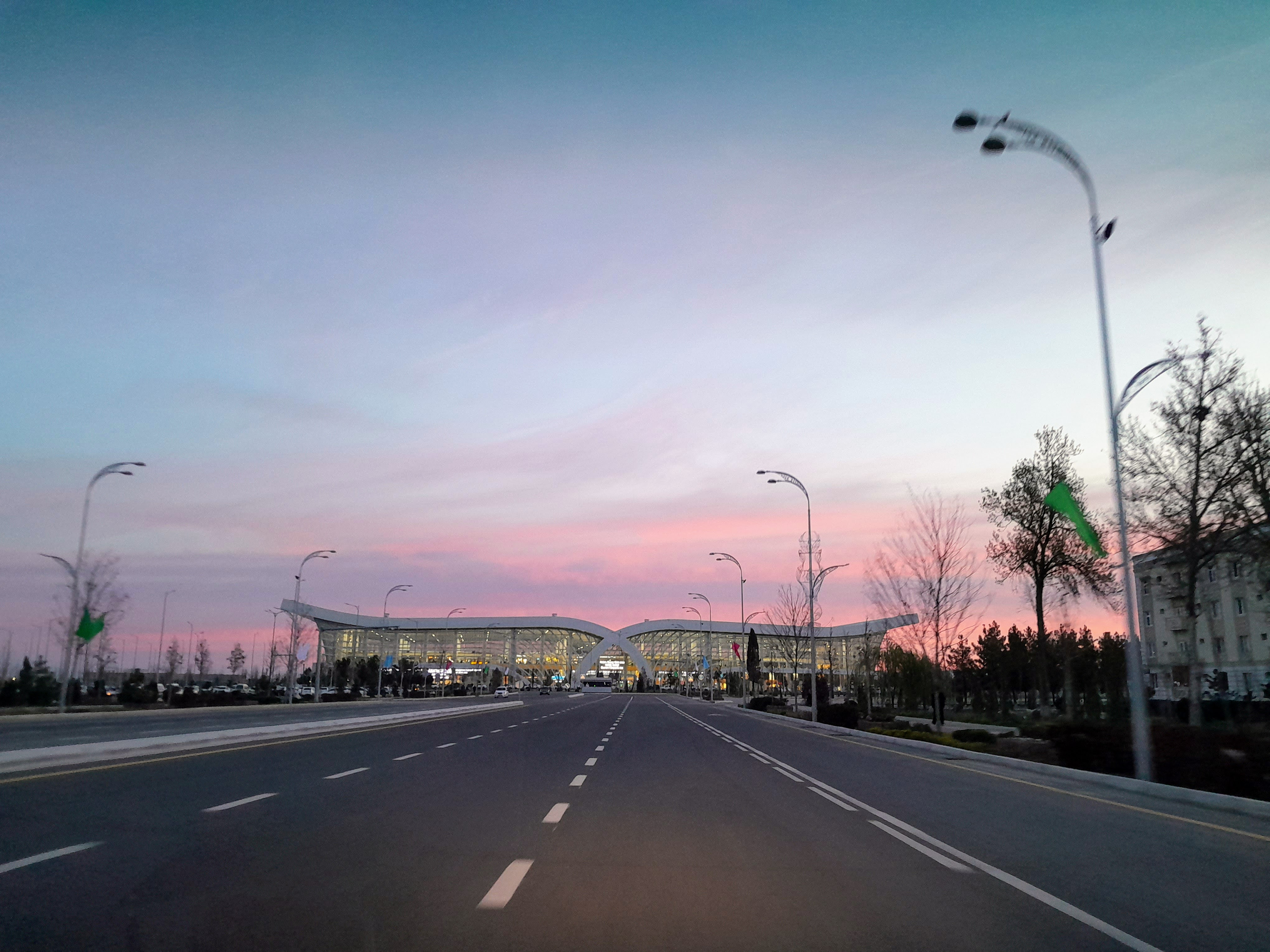
Sân bay Samarkand vào lúc hoàng hôn

Sân bay quốc tế Samarkand (IATA: SKD, ICAO: UTSS) là một sân bay ở Samarkand, Uzbekistan. Sân bay này có đường cất hạ cánh dài 3100 m có bề mặt rải bê tông nhựa.

## Các hãng hàng không và các tuyến điểm
- Domodedovo Airlines (Moscow-Domodedovo)
- Rossiya (Saint Petersburg)
- Uzbekistan Airways (Moscow-Domodedovo, Saint Petersburg, Simferopol, Tashkent)